# A10-es autópálya (Olaszország)
Az A10-es autópálya, más néven az Autostrada dei Fiori, azaz a virágok autópályája teljes egészében Ligurián halad keresztül, összekötve Genovát és Ventimigliát. Az államhatárnál a francia A8-as autópályaként (Autoroute A8 ) folytatódik Aix-en-Provence-ig. Teljes hosszában az E80-as európai út része.

## Útvonal
| A10 GENOVA - VENTIMIGLIA Autostrada dei Fiori |                                                           |       |       |       |            |
| Típus                                         | Jelzés                                                    | ↓km↓  | ↑km↑  | Megye | Európai út |
|                                               | Milánó Livorno Genova Sampierdarena                       | 0     | 158,1 | GE    |            |
|                                               | Genova Aeroporto                                          | 2     | 156   | GE    |            |
|                                               | Genova Pegli                                              | 6     | 152   | GE    |            |
|                                               | Genova Voltri                                             | 11    | 147   | GE    |            |
|                                               | Alessandria - Gravellona Toce                             | 13    | 145   | GE    |            |
|                                               | "Terrarossa Sud" parkolóhely                              |       | 140,3 | GE    |            |
|                                               | Arenzano                                                  | 20    | 138   | GE    |            |
|                                               | "Piani d'Invrea" pihenőhely                               | 26    | 132   | SV    |            |
|                                               | Varazze                                                   | 27    | 131   | SV    |            |
|                                               | Celle Ligure                                              | 32    | 126   | SV    |            |
|                                               | Albisola                                                  | 36    | 120   | SV    |            |
|                                               | "S.Cristoforo" pihenőhely                                 | 42    | 116   | SV    |            |
|                                               | Complanare Savona Torino Savona "Aurelia Sud" pihenőhely  | 44    | 113   | SV    |            |
|                                               | "Valleggia Nord" pihenőhely                               |       |       | SV    |            |
|                                               | Spotorno                                                  | 52    | 106   | SV    |            |
|                                               | "Borsana Sud" pihenőhely                                  |       |       | SV    |            |
|                                               | "Borsana Nord" parkolóhely                                | 55,7  |       | SV    |            |
|                                               | "Feglino Sud" parkolóhely                                 |       | 100   | SV    |            |
|                                               | Feglino                                                   | 60    | 99    | SV    |            |
|                                               | "Aquila Sud" parkolóhely                                  |       | 98,7  | SV    |            |
|                                               | Finale Ligure                                             | 63    | 95    | SV    |            |
|                                               | Pietra Ligure                                             | 68    | 90    | SV    |            |
|                                               | Borghetto Santo Spirito                                   | 72    | 86    | SV    |            |
|                                               | "Piccaro Nord" parkolóhely                                | 75,5  |       | SV    |            |
|                                               | "Ceriale" pihenőhely                                      | 77    | 81    | SV    |            |
|                                               | Albenga                                                   | 81    | 77    | SV    |            |
|                                               | Andora                                                    | 93    | 65    | SV    |            |
|                                               | "Rinovo" pihenőhely                                       | 95    |       | SV    |            |
|                                               | "Valle Chiappa" parkolóhely                               | 98.1  |       | SV    |            |
|                                               | "Valle Chiappa" pihenőhely                                |       | 60    | SV    |            |
|                                               | San Bartolomeo al Mare                                    | 104   | 58    | IM    |            |
|                                               | "Gorleri Est" parkolóhely                                 |       | 54,2  | IM    |            |
|                                               | Imperia est                                               | 112   | 52    | IM    |            |
|                                               | Imperia ovest                                             | 119   | 46    | IM    |            |
|                                               | "Conioli" pihenőhely                                      |       | 38    | IM    |            |
|                                               | "Castellaro" pihenőhely                                   | 123   |       | IM    |            |
|                                               | Arma di Taggia - Sanremo est                              | 128   | 30    | IM    |            |
|                                               | Sanremo ovest                                             | 136   | 19    | IM    |            |
|                                               | "Bordighera" pihenőhely                                   | 143   | 15    | IM    |            |
|                                               | Bordighera                                                | 146   | 12    | IM    |            |
|                                               | Ventimiglia Colle di Tenda - Cuneo "Autoporto" pihenőhely | 151,9 | 6     | IM    |            |
|                                               | Barriera Confine di Stato                                 | 151,8 | 6     | IM    |            |
|                                               | Menton - Monaco - Nizza Államhatár - Franciaország        | 158,1 | 0     | IM    |            |

## A Morandi híd összeomlása

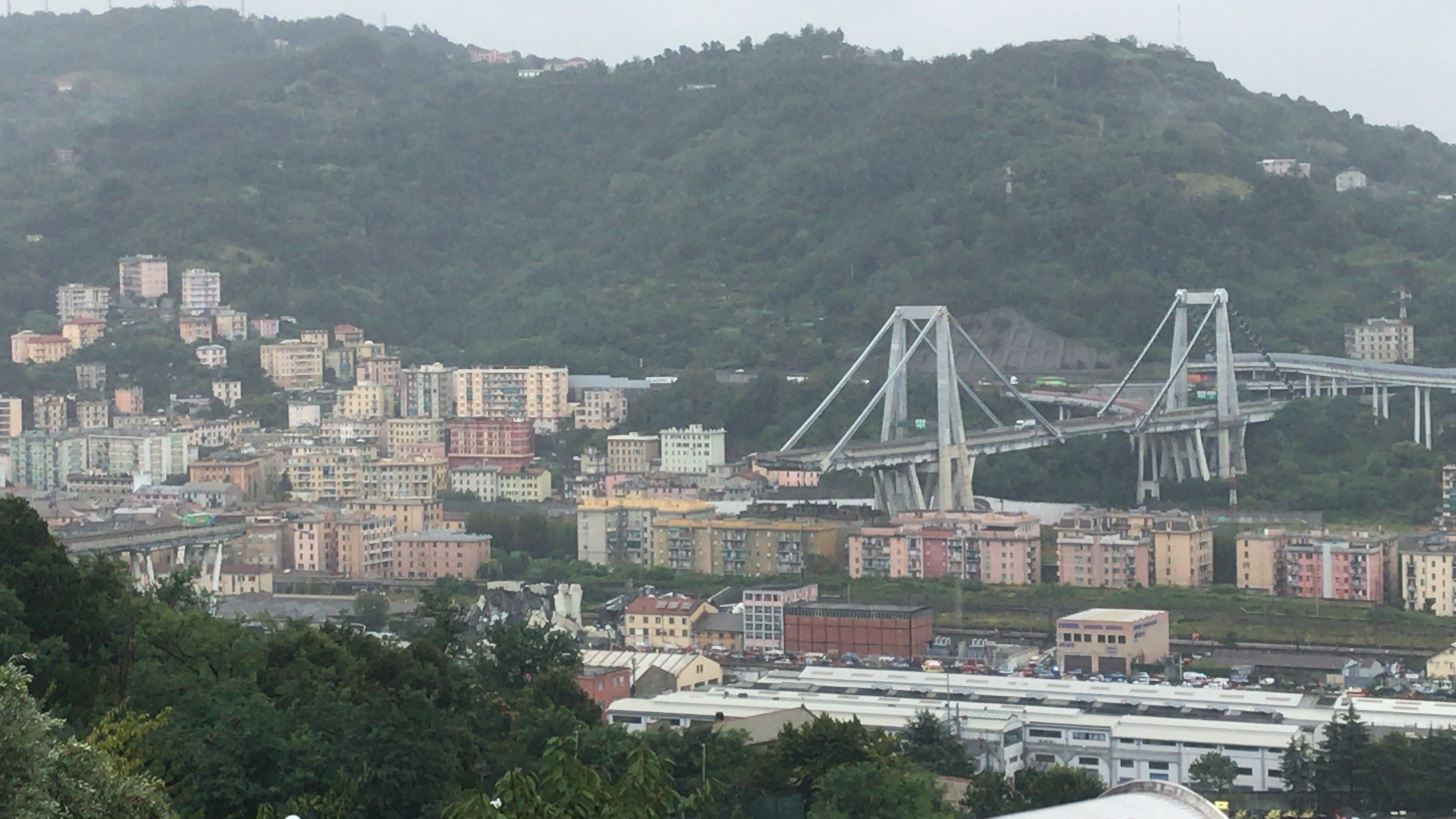
A leszakadt Morandi híd

2018. augusztus 14-én, helyi idő szerint 11:30-kor a Genovában a Morandi híd nyugati pilonja összeomlott, majd az útpálya egy 209 méteres szakasza leszakadt. A balesetben 43 ember vesztette életét.

## Új genovai híd építése
2019. június 28-án az korábbi Morandi híd utolsó pillonja is felrobbantásra került. Ezt követően kezdődött meg az új autópálya híd építése. Az új hidat a tervek szerint 2020 első felében adják át. Az építményt Renzo Piano helyi építész tervezte. Piano terve egy egyszerű, minimalista acélhíd felfüggesztés nélküli kábelét veszi figyelembe: a hídgerenda 20 mezőből áll, a támaszközök 50 m hosszúak és középen a Polcevera folyó feletti áthidalás 100 m hosszú.  Az acélból készült folytonos gerendák a betonoszlopon nyugszanak, amelyek keresztmetszetében hajó alakúak. A hídon tervezett 43 darabos lámpasor a 43 áldozat előtt tiszteleg. A felüljáró 1067 méteres lesz, és 18 pillér tartja 45 méteres magasságban.